# Gonomyia vafra
Gonomyia vafra är en tvåvingeart som beskrevs av Alexander 1945. Gonomyia vafra ingår i släktet Gonomyia och familjen småharkrankar. Inga underarter finns listade i Catalogue of Life.